# Santiago de Tolú
Pour les articles homonymes, voir Santiago (homonymie).
Tolú, officiellement en espagnol La Villa Tres Veces Coronada Santiago de Tolú, est une municipalité de Colombie, dans le département de Sucre. Située sur la mer des Caraïbes, dans le golfe de Morrosquillo, elle compte environ 29 557 habitants[Quand ?].
C'est au large de Santiago de Tolú que s'est livré le combat de Tolú le 6 juillet 1815.